# 维科利
维科利（義大利語：Vicoli），是意大利佩斯卡拉省的一个市镇。总面积9平方公里，人口400人，人口密度44.4人/平方公里（2009年）。ISTAT代码为068045。